# خانقاه جوپار
خانقاه جوپار اثری تاریخی مربوط به دوره قاجار است و در ماهان، ضلع شرقی خیابان دادبین واقع شده و این اثر در تاریخ ۱۲ بهمن ۱۳۸۱ با شمارهٔ ثبت ۷۲۸۶ به‌عنوان یکی از آثار ملی ایران به ثبت رسیده است.